# Емілі Остер
Емілі Остер (англ. Emily Fair Oster, нар. 14 лютого 1980) — американський економіст і автор бестселерів. Остер викладала у школі бізнесу Чиказького університету. Пізніше вона перейшла до Університету Брауна, де є професором економіки. Її наукові інтереси охоплюють від економіки розвитку та економіки охорони здоров'я до проектування досліджень та експериментальної методології. Її дослідження отримало висвітлення серед неекономістів через The Wall Street Journal, книгу-бестселер «SuperFreakonomics» та її виступ на TED 2007 року, серед інших джерел ЗМІ.
Вона є автором трьох книг «Expecting Better», «The Family Firm» та «Cribsheet», в яких обговорюється підхід, керований даними, до прийняття рішень під час вагітності та виховання дітей.

## Дитинство
Остер — дочка двох економістів, Шерон Остер і Рея Феєра. Коли їй було два роки, батьки Остер помітили, що вона розмовляла сама з собою в ліжку після того, як вони покидали її кімнату. Вони поставили в її кімнаті диктофон, щоб з'ясувати про що вона говорить, і передали касети мовознавцю та психологу, з якими вони дружили. Аналіз мовлення Остер показав, що її мова була набагато складнішою, коли вона була одна, ніж під час спілкування з дорослими. Це призвело до того, що вона стала предметом серій академічних статей, які були спільно опубліковані як збірник у 1989 році під назвою «Narratives from the Crib». Книга була перевидана в 2006 році з передмовою Остер.

## Кар'єра
Дослідження Остер в основному зосереджені на економіці розвитку та здоров'ї. У 2005 році Остер опублікувала дисертацію на захист кандидата економічних наук з Гарвардського університету, який припустив, що надзвичайно високе співвідношення чоловіків і жінок у Китаї частково пов'язане з наслідками вірусу гепатиту В. «Hepatitis B and the Case of the Missing Women» вказують на результати, згідно з якими в районах з високим рівнем гепатита B спостерігається вищий коефіцієнт народжуваності чоловіків і жінок. Остер стверджувала, що той факт, що гепатит B може спричинити у жінки зачаття дітей чоловічої статі частіше, ніж жіночої, становить основну частину «зниклих жінок» у есе Амартія Сена 1990 року «More Than 100 Million Women Are Missing». Остер зазначила, що використання вакцини проти гепатиту В у 1982 році призвело до різкого зниження співвідношення народжуваності чоловіків і жінок. Сен у своєму есе пояснював «зниклих жінок» суспільною дискримінацією щодо дівчат і жінок у формі розподілу медичних, освітніх та харчових ресурсів. У квітні 2008 року Остер опублікувала робочий документ «Hepatitis B Does Not Explain Male-Biased Sex Ratios in China», в якому вона оцінила нові дані, які показали, що її початкове дослідження було неправильним. Автор «Freakonomics» Стівен Левітт вважав це ознакою чесності.
У TED Talk 2007 року Остер обговорила поширення ВІЛ в Африці, застосувавши аналіз витрат і вигод до питання, чому африканські чоловіки повільно змінюють свою сексуальну поведінку.
Робота Остер щодо телебачення та розширення можливостей жінок в Індії була представлена у другій книзі Стівена Левітта «SuperFreakonomics».

## Книги
У своїй книзі «Expecting Better» Остер обговорює дані, що стоять за загальними «правилами» вагітності, і стверджує, що багато з них вводять в оману. Щодо рекомендацій уникнення вживання алкоголю під час вагітності, вона стверджує, що немає доказів того, що (низькі) рівні споживання алкоголю вагітними жінками негативно впливають на їх дітей. Однак, це твердження викликало критику з боку Національної організації з фетального алкогольного синдрому та інших. Станом на березень 2019 року книжка розійшлася тиражем понад 100 000 примірників.
Її друга книга, «Cribsheet», була опублікована в квітні 2019 року і стала бестселером New York Times. Він оцінює та розглядає дослідження з різноманітних тем виховання дітей, що стосуються немовлят і дітей раннього віку, включаючи грудне вигодовування, рекомендації щодо безпечного сну, навчання сну та привчання до горщика. За тиждень 28 квітня 2019 року «Cribsheet» також став найбільш продаваною книгою у Вашингтоні за версією The Post.

## Особисте життя
Емілі є дочкою Шерон Остер і Рея Феєра, обох професорів економіки Єльського університету. Вона вийшла заміж за Джессі Шапіро, також економіста, у червні 2006 року.

## COVID-19 і школи
Остер виступала за відкриття шкіл під час епідемії коронавірусу, очолювала проект зі збору даних про поширення коронавірусу в школах і часто з'являлася в ЗМІ, обговорюючи, чому школи повинні відкриватися. На початку жовтня 2020 року вона написала впливову і багато цитовану статтю в The Atlantic під назвою «Schools Aren't Super-Spreaders», яка надихнула на численні статті. Міністр освіти Бетсі Девос і CDC назвали роботу Остер причиною відкриття шкіл під час пандемії. У серпні 2020 року Остер запустила інформаційну панель для збору інформації про поширення COVID-19 у школах. Критики панелі Остер стверджують, що вона має методологічні проблеми, які, на їхню думку, підривають її корисність.
У вересні 2021 року Остер запустила Центр шкільних даних Covid-19, який містить інформацію про віртуальний та особистий статус шкіл у 31 штаті. За даними The New York Times, центр даних «одна з найбільш комплексних спроб задокументувати роботу шкіл під час пандемії».